# سیبنیتسا (بلاتسه)
سیبنیتسا (به صربی: Sibnica) یک منطقهٔ مسکونی در صربستان است که در بلاتسه واقع شده‌است. سیبنیتسا ۳۲۱ نفر جمعیت دارد.